# رسم العرض
إن رسم العرض أو بدل العرض; أو النفقات التجارية الثابتة هو رسم مفروض على الشركات المنتجة أو المصنعة من قبل الموزعين (تجار التجزئة) في المتاجر الكبيرة من أجل وضع منتجات تلك الشركات على رفوف متاجرهم. وتختلف الرسوم اختلافًا كبيرًا تبعًا للمنتج والمصنع وظروف السوق. فرسوم المنتج الجديد قد تصل إلى ما يقرب من 25.000 دولار لكل صنف في المتاجر الإقليمية الضخمة ولكن يمكن أن تصل إلى 250.000 دولار في الأسواق التي يكثر عليها الطلب.
وبالإضافة إلى رسوم العرض، قد يفرض تجار التجزئة أيضًا رسومًا ترويجية وإعلانية وتخزينية. فوفقًا لدراسة لجنة التجارة الفيدرالية (FTC)، يشيع تطبيق هذه الرسوم على «نطاق واسع» في قطاع المتاجر الكبرى. يجني العديد من محال البقالة الأرباح من خلال موافقتها على عرض منتج الشركة المصنعة أكثر مما تجنيه في الواقع من بيع المنتج للمستهلكين. ووفقًا لرؤية تجار التجزئة، تساعد رسوم الخدمة على تخصيص مساحة رف بكفاءة لبيع التجزئة وتساعد على موازنة مخاطر فشل المنتج الجديد بين المصنعين وتجار التجزئة ويساعد الشركات المصنعة لإعطاء مؤشر معلومات خاص عن إمكانية نجاح المنتجات الجديدة وتعمل على توسيع توزيع الشركات المصنعة للتجزئة عن طريق تخفيف منافسة التجزئة. وتحصيل الباعة لتلك الرسوم هي خطوة من قبل العاملين في قطاع البقالة لتحقيق الربح على حساب مورديها.
تقول بعض الشركات إن رسوم العرض غير أخلاقية لأنها تنشأ حاجزًا أمام دخول الشركات الصغيرة التي لا يوجد لديها تدفق نقدي للتنافس مع الشركات الكبيرة. وقد يؤدي استخدام رسوم العرض، في بعض الحالات، إلى سوء المعاملة من قبل تجار التجزئة مثلما حدث في تلك الحالة حيث طلب من شركة للمخابز رسوم باهظة وصلت إلى المليون لعرض بضاعتها لفترة محددة مع عدم وجود ضمان لعرض منتجاتها في المستقبل.
كما أن نفس الممارسة شائعة في سلاسل المكتبات الكبرى في الولايات المتحدة وكذلك، في وقت يعود إلى منتصف التسعينيات.